# Quercus semiserrata
Quercus semiserrata är en bokväxtart som beskrevs av William Roxburgh. Quercus semiserrata ingår i släktet ekar, och familjen bokväxter. Inga underarter finns listade i Catalogue of Life.